# 104P/Kowal
La cometa Kowal 2, formalmente 104P/Kowal, è una cometa periodica appartenente alla famiglia delle comete gioviane. La sua orbita presenta una piccola MOID, 0,17043 UA col pianeta Giove e con la Terra.
A dicembre 1972 o ad inizio gennaio 1973 ha avuto un brusco aumento di luminosità, in inglese outburst, fino alla 9,5a: di questo fatto ci si è resi conto solo trenta anni dopo nel 2003 quando sono state riconsiderate le osservazioni attribuite a una cometa sconosciuta della cui realtà non si riuscì a trovare conferma all'epoca, oggi sappiamo che queste osservazioni si riferivano alla cometa 104P/Kowal, all'epoca non ancora scoperta, che stava subendo un brusco e notevole aumento di luminosità.
L'8 novembre 2049 la cometa passerà a sole 0,0551 UA, pari a circa 8,2 milioni di km, dalla Terra, mentre l'8 ottobre 2197 la cometa avrà un passaggio estremamente ravvicinato col pianeta Giove a sole 0,027 UA, pari a circa 4 milioni di km.